# Murgröna
Murgröna (Hedera helix) art i familjen araliaväxter. Den är en vedartad klätterväxt med städsegröna blad, som växer mot stöd av träd, hus och andra ytor. Murgröna är Gotlands landskapsblomma och kallas på gutamål rind. 

## Utseende

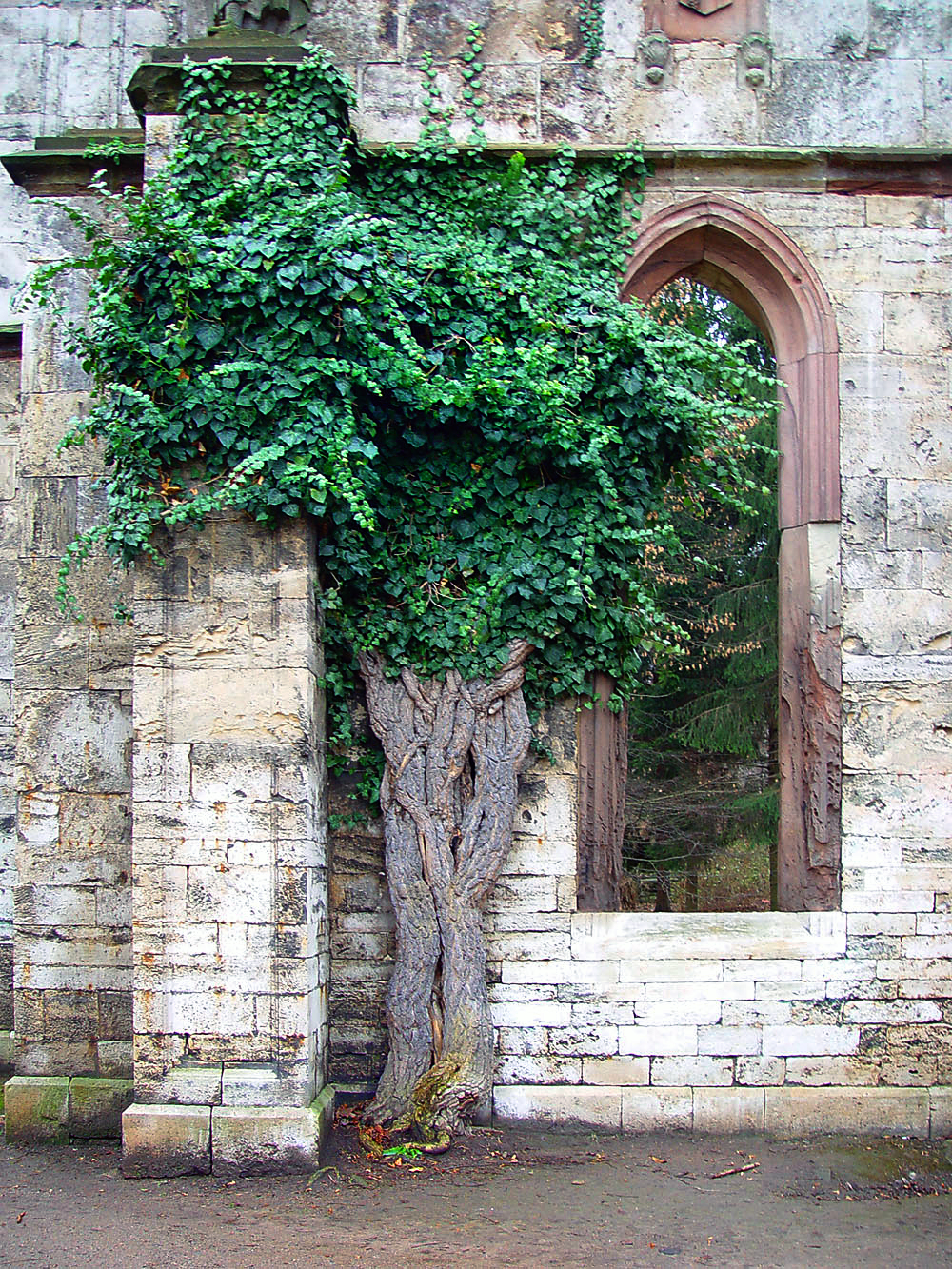
Tempelherrenhaus Weimar

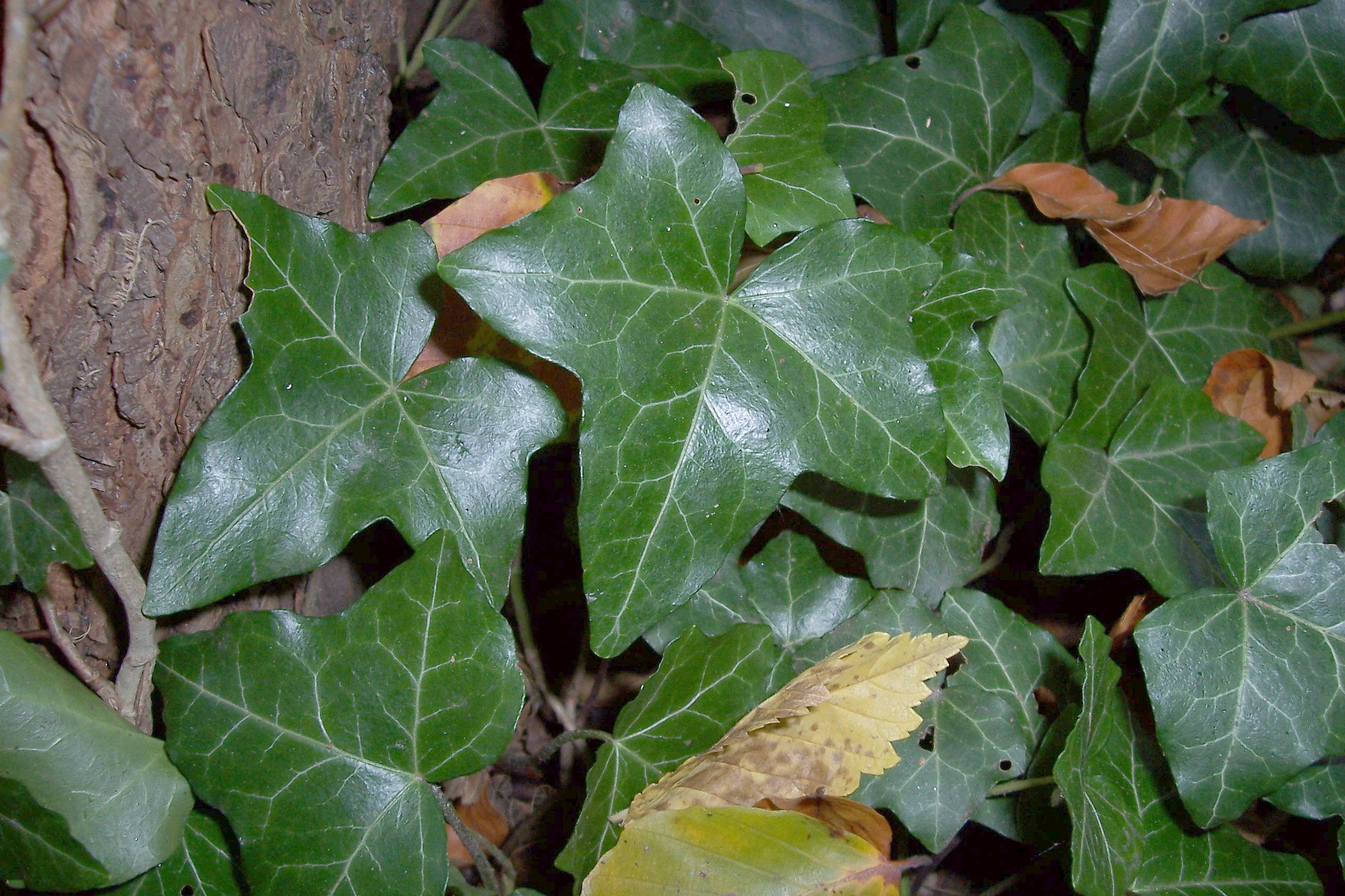
Blad

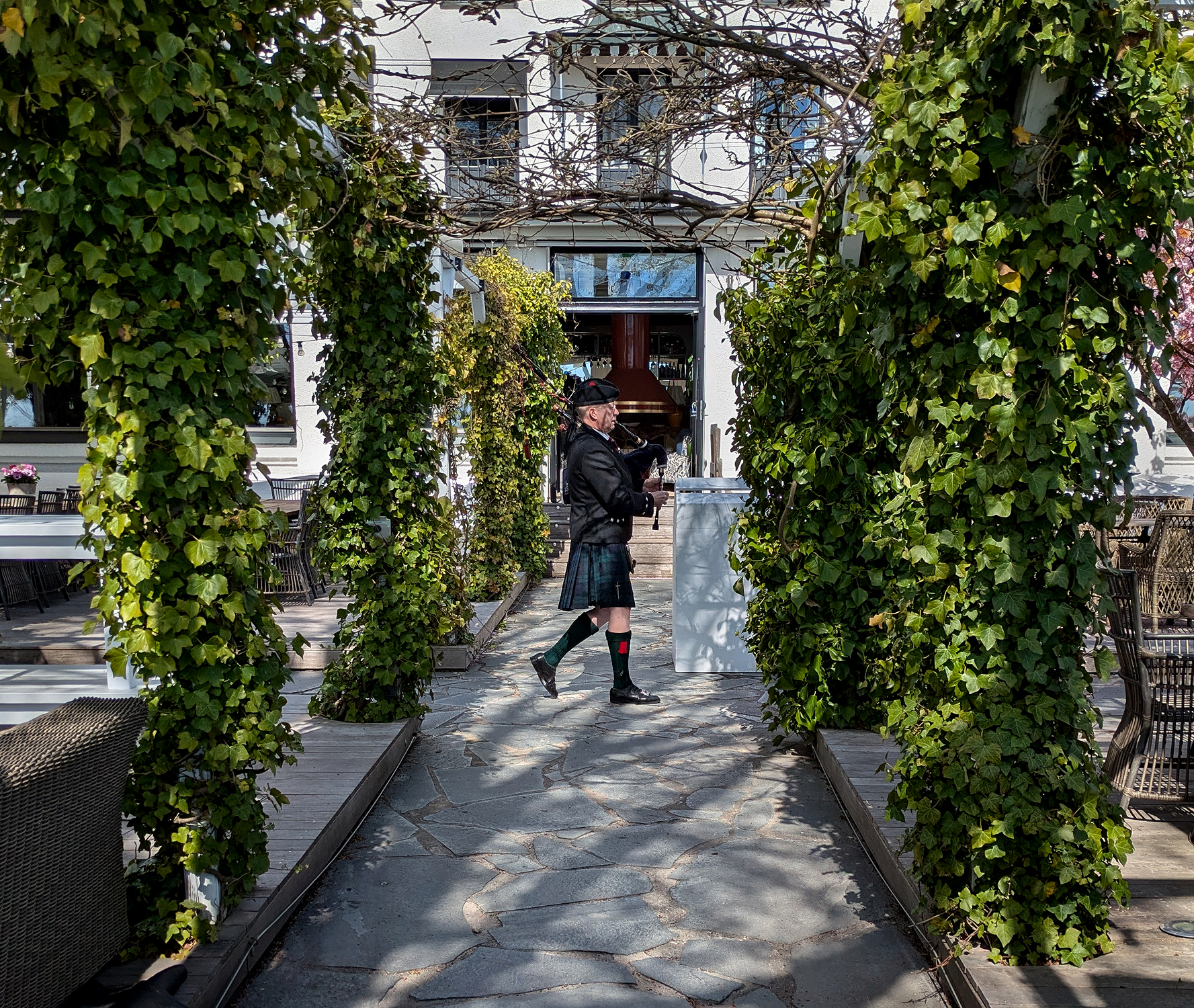
En Pergola med murgröna vid Ystad Saltsjöbads uteservering 2025.

Murgrönan skiljer sig betydligt till utseende och växtsätt från sina närmaste släktingar. Den är en vedartad klätterväxt eller lian som håller fast vid stödet, till exempel trädstammar eller klippor, med korta rötter, häftrötter. Sådana lianer kallas rotklättrare. Arten har sitt huvudtillhåll i mellersta Europas lövskogar, där den stiger upp i de stora träden, såsom ek, och blandar sin krona med deras. Den kan också täcka såväl hyddor som slott med en tät vägg av sega, hopflätade grenar och en mörkgrön bladmosaik.
Murgrönan hör till de ständigt grönskande (sempervirenta) vedväxterna, och med sin förmåga att, än med långa rankor än som täta draperier, växa upp på lodräta ytor, är den, så långt klimatet medger, en lättodlad och varaktig spaljé- och murväxt och dessutom en av de vackraste genom bladens djupa färg och prydliga teckning. Gamla och storväxta exemplar, som täcker en byggnad upp till taklisten, är sevärdheter. 
Murgrönans blomning infaller på hösten. Fruktbildningen sker alltså på vintern och frukterna mognar först fram på våren. Denna växt har tvågestaltade (dimorfa) blad. De breda, handflikiga och handnerviga bladen på de klättrande grenarna byts på blomskotten mot blad med hela, äggrunt lansettlika och fjädernerviga skivor. Blomställningen är en enkel flock. Blomfärgen är oansenligt gulgrön, men blommornas stora disk, som är ymnigt nektaralstrande, besöks flitigt av insekter under varma höstdagar, mest av större tvåvingar, som blomsterflugor. Blomman har 5 mycket små foderblad, 5 kronblad med bred bas, 5 ståndare och ett undersittande fruktämne med 5 rum. Frukterna, som vid sin mognad blir svartaktiga, saftlösa bär, har ett enda frö i varje rum. 

## Utbredning
Murgröna förekommer i Europa och österut till Iran. Den förekommer sparsamt i Skandinaviens varmare trakter. I Sverige finns murgröna i de södra och sydöstra kustlandskapen och har sin nordgräns i Västmanlands mälarlandskap, på Öland och på Gotland och återkommer i landskapen kring norra Kattegatt, varefter den kan följas längs Norges milda kusttrakter upp till de yttre delarna av Hardangerfjorden. 

## Krukväxt
Murgröna är vanligt förekommande som krukväxt. Som sådan vill den ha ljus och hög fuktighet: Murgröna som inte sköts rätt får lätt sjukdomar som spinn, spinnkvalster, trips och sköldlöss. I försök har murgröna konstaterats vara mycket bra på att ta upp och binda bensen ur luften.

## Giftighet
Hela växten är giftig, men giftmängden i bladen är inte så stor. Giftet verkar irriterande på hud och slemhinnor och kan ge dermatit hos känsliga personer. Bären innehåller mer gift, och 10-12 bär har en laxerande effekt på en vuxen människa.

## Etymologi

### Bygdemål
| Namn                                 | Trakt         | Förklaring                                              | Referens |
| ------------------------------------ | ------------- | ------------------------------------------------------- | -------- |
| boombinda (bombinda)                 |               |                                                         |          |
| boomsnäria (bomsnärja)               |               |                                                         | [ 5 ]    |
| epheu trää (efeuträd)                |               | Jämför tyska Efeu och norska eføy ("murgröna")          | [ 5 ]    |
| gundelref (guldelrev)                |               |                                                         | [ 5 ]    |
| heder                                |               |                                                         | [ 5 ]    |
| mindre boomsnäria (mindre bomsnärja) |               |                                                         | [ 5 ]    |
| murgrön                              |               |                                                         | [ 5 ]    |
| muurbinda (murbinda)                 |               |                                                         | [ 5 ]    |
| olivlöv                              |               |                                                         | [ 5 ]    |
| rind                                 | Gotland       |                                                         | [ 5 ]    |
| trävevla                             | Södermanland  |                                                         | [ 6 ]    |
| trädvesla                            |               |                                                         |          |
| trädväva                             |               |                                                         |          |
| veben (vedben)                       | Västergötland | Jämför danska vedbende och norska vedbend ("murgröna"). | [ 6 ]    |
| vedbende                             |               |                                                         |          |
| widbeen                              |               | Jämför danska vedbende ("murgröna").                    |          |
| vinnträd                             |               |                                                         |          |
| vinträd                              |               |                                                         |          |